# Pia Maria
Pia Maria Außerlechner (ur. 21 maja 2003) – austriacka piosenkarka. Reprezentantka Austrii w 66. Konkursie Piosenki Eurowizji (2022) w Turynie.

## Życiorys
Pochodzi z austriackiego Tyrolu. Jest z wykształcenia wizażystką i pracuje w Tyrolskim Teatrze Państwowym w Innsbrucku. Pisze własne piosenki od 16 roku życia.
W maju 2022 wraz z DJ-em Lumixem reprezentowała Austrię z utworem „Halo” w 66. Konkursie Piosenki Eurowizji w Turynie. 10 maja wystąpili w pierwszym półfinale konkursu, jednak nie zakwalifikowali się do finału.

## Dyskografia

### Single
Jako gościnna artystka
| Rok                                                      | Tytuł                                | Najwyższe pozycje na listach | Najwyższe pozycje na listach | Najwyższe pozycje na listach | Album |
| Rok                                                      | Tytuł                                | AUT                          | ISL                          | LTU                          | Album |
| -------------------------------------------------------- | ------------------------------------ | ---------------------------- | ---------------------------- | ---------------------------- | ----- |
| 2022                                                     | „Halo” (Lumix, gościnnie: Pia Maria) | 6                            | 19                           | 31                           | –     |
| 2022                                                     | „I Know U Know”                      | –                            | –                            | –                            | –     |
| „–” oznacza, że singel nie był notowany na danej liście. |                                      |                              |                              |                              |       |